# Abel Ehrlich
Abel Ehrlich (Cranz (Prússia Oriental), 3 de setembre, 1915 - Tel Aviv (Israel), 30 d'octubre, 2003), va ser un compositor israelià.

## Biografia
Ehrlich, que va créixer en una família jueva alemanya, va fugir a Iugoslàvia el 1934 després de graduar-se de l'escola secundària a Königsberg. Va estudiar composició i violí amb Vaclav Huml a l' Acadèmia de Música de Zagreb. El 1938 va emigrar via Albània al que llavors era Palestina, i a partir de 1939 va estudiar al Conservatori de Jerusalem amb Emil Hauser, Tzvi Rothenberg i Solomon Rosowski. Després va ensenyar a diverses acadèmies de música a Jerusalem i Tel Aviv, incloent-hi de 1953 a 1967 al "Kibbutzim College" d'Oranim. El 1972 es va convertir en professor a l'aleshores Acadèmia Rubin de Tel Aviv, on també va ensenyar a la Universitat Bar-Ilan fins al 1991.
Va compondre 3.450 obres, incloent òperes, oratoris, música vocal coral i solista, obres orquestrals, ballets, teatre, música de cambra i música electroacústica. La seva composició Bashrav per a violí sol a partir de 1953 es va fer famosa A partir de 1959 va participar diverses vegades als cursos d'estiu de Darmstadt amb Karlheinz Stockhausen i Henri Pousseur, on es va familiaritzar amb la música en sèrie.[3] A Israel va continuar els seus estudis de música electrònica amb Josef Tal. L'espectre del seu llenguatge musical va anar des de la música tonal fins al neoclassicisme passant per influències en sèrie i àtons.
Ha estat guardonat vuit vegades amb el premi ACUM per a compositors del primer ministre israelià i el premi d'Israel de música el 1997.

## Obra
- Bashrav per a violí sol, 1953
- The Split Personality of Music Master Botten, òpera curta, UA 1959 a Jerusalem
- ARPMUSIK (Hans Arp) per a baríton, 12 intèrprets i pantomimes, 1971
- Five Poems by Immanuele Romano, òpera curta, UA 1971 a Jerusalem
- Dead Souls, òpera curta, Nikolai Gogol, UA 1978 in Tel Aviv
- The Jubilee, òpera còmica de cambra de Anton Txékhov, 1995
- Über die Schrift Hesekiel per a soprano, oboè, fagot i violí
- Seid nicht wie eure Väter, Cor
- König Salomo über den Wein per a alt, flauta i piano
- Spannung und Flaschenpost, Quartet de corda (compost per a Iturriaga Quartett)
- Portrait of Vincent van Gogh at the Age of 27 per a violí sol i quartet de corda (Kolja Lessing i el Iturriaga Quartett gewidmet)